# Urban Wehtje
Urban H. Wehtje, född 10 oktober 1923 i Malmö, död 30 januari 2011, var en svensk företagsledare.
Wehtje, som var son till ryttmästare Hugo Wehtje och Hellvi Holmer, utexaminerades från Kungliga Tekniska högskolan 1948. Han var verkställande direktör för E. & H. Wehtje försäkringsbyrå i Malmö 1950–1956, anställdes av Tarkett AB 1949, var verkställande direktör där 1955–1971, för AB Urbana från 1971 och för Rydsgårds Gods AB från 1972. Han var styrelseordförande i AB Sydsten 1969–1988, Svenska Rosenlew AB 1982–1987, AB Hörby bruk 1985–1994, Lycab AB 1985–1994 samt styrelseledamot i bland annat Tarkett AB 1955–1972, G. & L. Beijer AB i Malmö 1971–1992, Oy W. Rosenlew Ab 1972–1987 och Beijer Olje AB 1977–1992. Han invaldes som ledamot av Kungliga Ingenjörsvetenskapsakademien 1969.